# فرانسيسكو فيراري (سياسي)
فرانسيسكو فيراري (بالإيطالية: Francesco Ferrari)‏ هو سياسي إيطالي، ولد في 16 ديسمبر 1946 في مايرانو ‏ في إيطاليا. نشط حزبياً في الحزب الديمقراطي. وقد انتخب عضو في البرلمان الأوروبي عن دائرة شمال غرب إيطاليا لترشحه ضمن قائمة الحزب الديمقراطي، وقد انضم خلال فترته النيابية (5 يوليو 2007 – 13 يوليو 2009) للكتلة البرلمانية مجموعة تحالف الليبراليون والديمقراطيون من أجل أوروبا ‏ وانتخب عضو مجلس الشيوخ الإيطالي وانتخب عضو مجلس النواب في الجمهورية الإيطالية.